# Richmond Forson
Richmond Forson, né le 23 mai 1980 à Aflao au Ghana, est un footballeur international togolais.
Il possède la double nationalité ghanéenne et togolaise.

## Biographie
Richmond Forson naît à Aflao au Ghana, ville située près de la frontière entre le Ghana et le Togo.
Après avoir évolué au Sporting Club de Lomé, au Togo, il part en France pour finir sa formation au FC Metz.
Il joue ensuite au CS Louhans-Cuiseaux, puis au Vendée Luçon Football, à la JA Poiré-sur-Vie et à l'AS Cherbourg.
Reconnu comme un bon défenseur latéral gauche avec des qualités de jeu de tête et une puissante frappe de balle des deux pieds, il reste néanmoins dans l'anonymat du football amateur. Victime d'un grave accident de la route à l'automne 2001 sur la route de Neufchâteau dans les Vosges, il ne reviendra jamais à son meilleur niveau malgré les espoirs qui étaient en lui au CS Louhans-Cuiseaux.
C'est en Vendée en CFA2 au Vendée Luçon Football pendant trois ans (2002-2005), puis à la JA Poiré-sur-Vie qu'il éclate véritablement. Avec ce dernier club, il accède en CFA2 en juin 2006.
Chargé de la formation des jeunes dans ce petit club de Vendée, il leur fait passer son expérience et son vécu du football.
Il se forge également une certaine expérience du haut niveau avec ses seize sélections obtenues en équipe nationale du Togo entre 2006 et 2009. Il participe avec cette équipe à la Coupe du monde 2006. Lors du mondial organisé en Allemagne, il joue contre la France, la Suisse et enfin la Corée du Sud.
À Cherbourg, où il arrive en janvier 2007, il s’intègre rapidement à sa nouvelle équipe, en jouant 22 matchs en 1 saison et demie. Après six premiers mois de qualité, il se blesse (entorse des ligaments du genou). Cette blessure l'éloigne des terrains plusieurs mois. Il revient finalement sur la fin de la saison. Il ne retrouve pas son niveau et le club décide de ne pas renouveler son contrat dans la Manche.
En août 2008, il s'engage pour le club de Thouars, en CFA 2, il ne peut jouer qu'à partir du 1er octobre, après que son contrat ait été reclassé amateur par la Ligue.
Après une saison en CFA2, il quitte le club car il désire jouer à un niveau supérieur. Mais après un été infructueux marqué par une blessure au mollet, il s'entend finalement avec l'entraîneur et les dirigeants du Thouars Foot 79 pour revenir au club en septembre 2009, club avec lequel il souhaite désormais s'inscrire dans la durée.
En juin 2010, il signe à l'US Chauvigny (Vienne), club évoluant en Division d'Honneur pour la Ligue de Centre Ouest. Selon l'entraîneur, il fut séduit par le discours et par la possibilité de reconversion que lui offre le club.

## Carrière
- Formation au SC Lomé ( Togo)
- 1998-2001 : FC Metz ( France, CFA)
- 2001-2002 : CS Louhans-Cuiseaux ( France, National)
- 2002-2005 : Luçon VF ( France, CFA2)
- 2005-2006 : JA Poiré-sur-Vie ( France, DH)
- Janvier 2007-2008 : AS Cherbourg ( France, National)
- 2008-2010 : Thouars Foot 79 ( France, CFA2)
- 2010-2011 : US Chauvigny ( France ,DH)
- 2012-2013 : AS Yzeure ( France ,CFA)

## Palmarès
- 1re sélection Togo-Sénégal (1-0) en mai 2001
- Champion de DH Atlantique en 2006 (JA Poiré-sur-Vie)
- Vainqueur de la Coupe de Vendée en 2006 (JA Poiré-sur-Vie)